# سيلينا تشاو
سيلينا تشاو (بالصينية: 周梁淑怡) هي سياسية وممثلة صينية، ولدت في 25 يناير 1945 في هونغ كونغ في الصين. من الجوائز التي نالتها نجمة بواهينيا الذهبية ‏.

## جوائز
- نجمة بواهينيا الذهبية [الإنجليزية]‏